# William O'Connor
William Scott O'Connor (23. maj 1864 i Pittsburgh – 16. januar 1939 på Manhattan) var en amerikansk fægter, som deltog i OL 1900 i Paris.
O'Connor vandt en sølvmedalje i fægtning under OL 1900 i Paris. Han kom på en andenplads i den individuelle konkurrence i stokfægtning efter Albertson Van Zo Post fra Cuba.